# ダレン・シャラーヴィ
- ダレン・シャラヴィ
- ダーレン・シャラヴィ

ダレン・マジアン・シャラーヴィ（英語: Darren Majian Shahlavi, 1972年8月5日 - 2015年1月14日）は、イギリスの俳優、格闘家、スタントマン。姓の「シャラーヴィ」は、ペルシア人の名前に由来する。
2015年に亡くなるまで、様々な映画、ドラマに精力的に出演していた。

## 経歴
1972年8月5日、イングランド・チェシャーにあるストックポートにて、イランからの移民の息子として生まれる。7歳のとき、役者の演技を見るために劇場に早めに到着した際に、柔道を教わる。ブルース・リーやジャッキー・チェンが出演している映画に出会ってから、アクション映画への出演を夢見るようになる。14歳のとき、デイヴ・モリスとホレイス・ハーヴェイによる指導のもと、松濤館空手を教わる。のちに、マンチェスターにあるジムにて、ボクシング、キックボクシング、ムエタイも教わるようになる。
16歳の頃には、映画に出演し始める。1990年代初期に、ベイ・ローガンから注目される。ローガンによれば、シャラーヴィはローガンの自宅にて、ローガンが所有していた格闘映画を観て勉強しながら時間を過ごしていたという。「Persian Mirror」によるインタビューでは、ローガンはシャラーヴィが主演する映画の脚本を書き、マレーシアに向かうも、予算不足になり、ローガンの仲間、マーク・ホートンはシャラーヴィにスタントマンをやらせたという。
シャラーヴィは演技の経験を積むため、1990年代に香港に移住する。
香港で暮らす間に、ユエン・ウーピン（袁和平）から注目される。当時、シャラーヴィはナイトクラブでボディーガードとして働いていた。
1996年制作の映画「太極神拳」に出演。その後、スィーズナル・フィルム・コーポレーション（『思遠影業公司』）の創立者である吳思遠と、スタントマンである梁小熊にその才能を見出され、1997年の映画『ブラッド・ムーン』に悪役として出演する。
その後、ドイツの映画監督、オラフ・イッテンバッハと出会い、『Legion of the Dead』（邦題：『ゾンヴァイア 死霊大血戦』）や『ビヨンド・ザ・リミット』に出演し、劇中にて、蹴り技を初めとする格闘術を披露している。
2007年制作の映画『In the Name of the King』（邦題：『デス・リベンジ』）にて、ジェイソン・ステイサムとの戦闘シーンにおけるレイ・リオッタのスタントを担当した。
2007年制作の映画『Alien Agent』にて、マーク・ダカスコスとの仕事を終えたのち、「格闘映画の制作に戻りたい」と述べている。アメリカのテレビドラマ、『REAPER デビルバスター』、2011年制作の映画「赤ずきん」、『Mortal Kombat: Legacy』にも出演。
2010年制作の映画『Born to Raise Hell』（邦題：『沈黙の復讐』）では、スティーブン・セガールと対決する役を演じている。
2013年制作の映画『The Package』では、ドルフ・ラングレンと共演している。
2015年に公開された映画『Pound of Flesh』（邦題：『マキシマム・ブラッド』）では、ジャン＝クロード・ヴァン・ダムとの共演を果たす。
2016年に公開された映画『Kickboxer: Vengeance』（1989年の映画「キックボクサー」のリメイク作品）でもヴァン・ダムと共演しているが、これがシャラーヴィの最後の出演作となった。

## 死去
2015年1月14日、シャラーヴィは、眠っている最中にアテローム性動脈硬化症に伴う心臓発作を惹き起こして亡くなった。
格闘家で、友人同士でもあったスコット・アドキンスは、シャラーヴィの死をフェイスブック上で悼んでいる。

## 出演作

### 映画
- The Turbulent Affair (1991)
- Hero's Blood (1991)
- Guns & Roses (1993)
- All New Human Skin Lanterns (1993)
- Deadly Target (1994)
- Angel on Fire (1995)
- Only the Strong Survive (1995)
- Sixty Million Dollar Man (1995)
- Guardian Angels (1995) as Gangster 2
- 太極神拳 (1996)
- Bloodmoon (1997)
- Techno Warriors (1998)
- Lethal Combat (1999)
- Hostile Environment (1999)
- G.O.D. (2001)
- ゾンヴァイア 死霊大血戦 (2001)
- Xtreme Warriors (2001)
- アイ・スパイ (2002)
- Sometimes a Hero (2003)
- ビヨンド・ザ・リミット (2003)  デニス役
- Jiminy Glick in Lalawood (2004)
- Summer Storm (2004)
- Alone in the Dark (2005）
- BloodRayne (2005)
- Slither (2006)
- 300 (2006)
- デス・リベンジ (2007)
- Alien Agent (2007)
- Watchmen (2009)
- イップ・マン 葉問 (2010)
- Born to Raise Hell (2010)
- 赤ずきん' (2011)
- Tactical Force (2011)
- The Package (2013)
- The Marine 3: Homefront (2013)
- Pound of Flesh (2015)
- Tomorrowland (2015)
- キックボクサー リジェネレーション (2016)

### テレビドラマ
- ファイナル・カット (2004)
- The Survivors Club (2004)
- 1-800-Missing （2005）
- Merlin's Apprentice （2006）
- REAPER デビルバスター （2007）
- Bionic Woman （2007）
- Intelligence （2007）
- Sanctuary （2009）
- Smallville (2009)
- Human Target （2010）
- Metal Hurlant Chronicles (2011)
- Mortal Kombat: Legacy (2011)
- Aladdin and the Death Lamp (2012)
- True Justice (2012)
- Arrow (2012)
- Borealis (2013)
- Big Thunder (2013)
- Survival Code (2013)
- High Moon (2014)

### ゲーム
- Medal of Honor (2010)

### スタント
- The Turbulent Affair (1991)
- Hero's Blood (1991)
- Angel on Fire (1995)
- Sometimes a Hero (2003)
- ビヨンド・ザ・リミット (2003)
- The Chronicles of Riddick (2004)
- Blade: Trinity (2004)
- 300' (2006)
- Night at the Museum (film)|Night at the Museum (2007)
- デス・リベンジ (2007)
- Postal (2007)
- Night at the Museum: Battle of the Smithsonian (2009)
- Smokin' Aces 2: Assassins' Ball (2010)
- Repo Men (2010)
- The Stranger (2010)
- Mission: Impossible – Ghost Protocol (2011)

### その他
- Guns & Roses (1993)
- Hostile Environment (1999)
- G.I. Joe: The Rise of Cobra (2009)
- Dragon Age: Origins (2009)
- EA Sports MMA (2010)

## 参考
1. 1 2 3 4 5 6 7  ダレン・シャラーヴィ - IMDb（英語）
2. ↑  “Darren Shahlavi, Martial Artist in 'Mortal Kombat' and 'Arrow', Dies at 42”. Variety. (2015年1月20日) 2015年8月5日閲覧。
3. ↑  “Coroner's report: Ip Man 2 actor Darren Shahlavi died of heart attack”. Westender.com. (2015年4月28日) 2016年11月15日閲覧。
4. ↑  Scott Adkins (2015年4月19日). “Darren Shahlavi - a true gentleman and a good friend”.   Facebook. 2019年10月12日閲覧。